# アーネ・ブルン
アーネ・ブルン (ノルウェー語発音: [ɑːnə ˈbrʉːn]; 出生名 Ane Brunvoll, 1976年3月10日 - ) は、ノルウェーのモルデ出身で、サーミ起源を持つ作詞作曲家、ギタリスト、歌手。 2003年から、8つのアルバムと6つのスタジオアルバム（デュエットコレクションを含む）と1つのライブDVDを作成した。2001年よりスウェーデンのストックホルム在住で、作詞やレコード作業の他、彼女自身のレーベルをそこで運営している。 (Balloon Ranger Recordings).

## バイオグラフィー

### 生い立ち
アーネ・ブルンは弁護士であるKnut Anker BrunvollとジャズシンガーでありピアニストでもあるInger Johanne Brunvollの娘であり、音楽一家の中で育った。妹にはヴォーカリストであるMari Kyien Brunyoll、兄には写真家のBjørn Brunvoll (b. 1973)がいる。
ノルウェーのモルデで幼少期を過ごした後、1995年に故郷を離れ、その後数年間をバルセロナやオスロ、ベルゲンで過ごす。ベルゲンでは大学に在学し、スペイン語や法律、音楽に関するコースを選択しながら、生活費を稼ぐためにレコードショップやバーでのアルバイトをしていた。それらの傍らで自身で作詞作曲を開始する。
1999年ベルゲンでいくつかの小さなステージと初めてのデモテープ収録を経験した後、スウェーデンに拠点を移す。はじめはウプサラ、それからストックホルムへと移動し、そこで真剣に音楽への道を志すようになる。
2002年にはストックホルムとウプサラで、エンジニアの他、Katharina Nuttall、Cécile Grudet 、Kim Nelsonといったプロデューサーとともに、自身のデビューアルバムとなるSpending Time with Morganを収録。この作品はスウェーデンのバンドThe TinyのメンバーであるEllekari Larssonとともに彼女が立ち上げたDetErMine labelから発売された。2003年にはV2 Musicとのライセンス契約を通して、11のヨーロッパ諸国でも発売された。

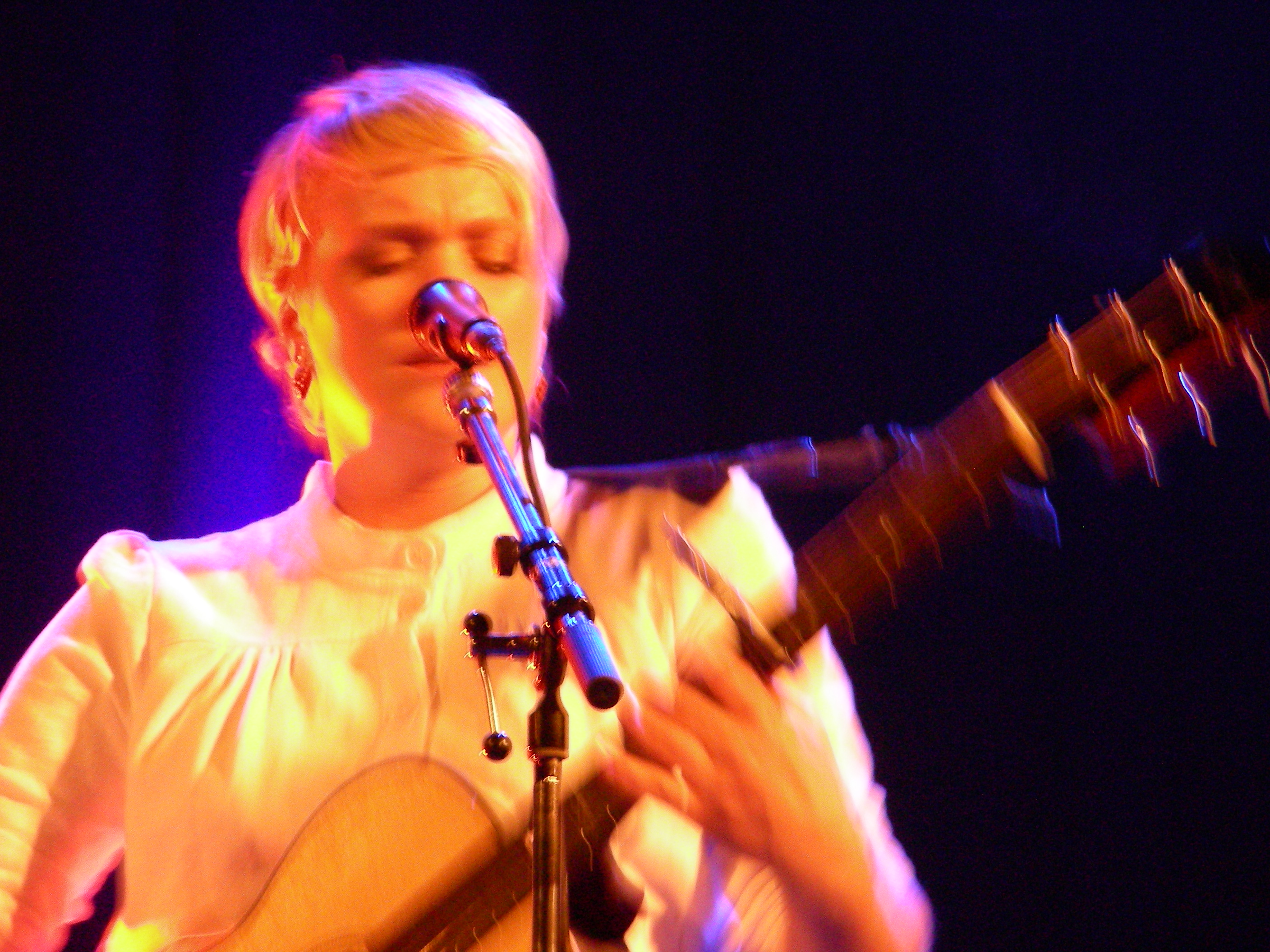

### ツアー

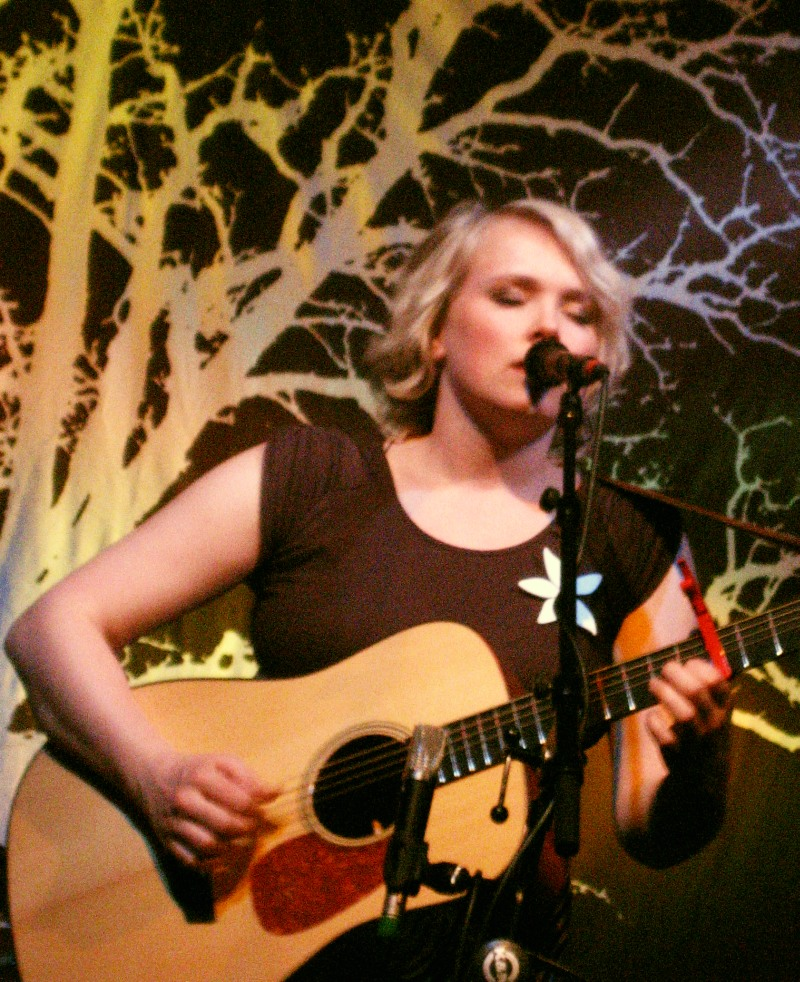
Ane Brun, Hamburg 2008.

デビューアルバムの発売後、彼女はヨーロッパでツアーを行うが、ほどなくして活動を休止する。2年間にわたる集中的な活動の結果、精神的な疲労から休養を必要とした。その後6カ月の休養の後、再びヨーロッパツアーを開始し、翌年にはセカンドアルバムの制作を行った。セカンドアルバムA Temporary DiveもまたKatharina Nuttallとともに制作され、2005年にヨーロッパ中で発売された。2006年にはイギリスとアメリカで、日本では2007年に発売された。このアルバムは "The Fight Song"やアルバム名ともなっている"A Temporary Dive"といった楽曲を通して、デビューアルバムSpending Time With Morganの暗い側面がテーマとなっている。一方で収録された楽曲の中にはRon Sexsmithとのデュエット曲である"Song No. 6"の明るい楽曲も含まれている。
A Temporary Diveは広く世界中に広まり、TimeやThe Independentといった雑誌や新聞でも好評価を得て取り上げられた。ブルン自身もまたヨーロッパ中から賞を獲得し、母国ノルウェーのグラミー賞とも称されるSpellemannprisenにて、最優秀女性アーティスト賞を獲得した。
それまでのデュエット作品における他のアーティストとのコラボレーションを通して、ブルンは尊敬するアーティストたちとのデュエット作品となるアルバムDuetsの制作を構想するに至る。このアルバムは2005年11月に発売され、これにはロン・セクスミスとの新たな音源も含まれている。また他にSyd MattersやTeitur Lassenとの楽曲も含まれている。バンドMadrugadaとのコラボレーション楽曲"Lift Me"によって、彼女は二度目のSpellemannprisを獲得する。
ブルンはその後数年間の内の大半の時間をかけてワールドツアーを行った。このツアーでは様々な舞台スタイルが取り入れられ、弦楽器を含むフルバンドと共に歌うこともあれば、弦楽器と彼女のみの舞台や、時には1台のチェロと1人、3人のバックボーカルのみと共に舞台に立つこともあった。またこれらのツアーはいつも、彼女のアコスティックギターのみでの演奏から始まったので、始まりと同様の弾き語りスタイルで締めくくられることもよくあった。彼女は、「自分自身で演奏することに、私は何か心を惹かれるものを感じる。」「私が一人でステージに立っている時は、覆い隠すものは何もないし、演奏している間はまるで瞑想をしているような気分になれる。」と述べている。
彼女のツアーの一つに弦楽五重奏を従えたものがあり、これは録音され、Live in Scandinavia (2007)として発売された。またここではNina KinertとギタリストであるStaffan Johanssonも大きく取り上げられた。このアルバムには、彼女の最初の二つのアルバム楽曲に、Malene Bay-Fogedによる新しい弦楽構成を用いた音源も含まれている。

### 2008年以降の作品

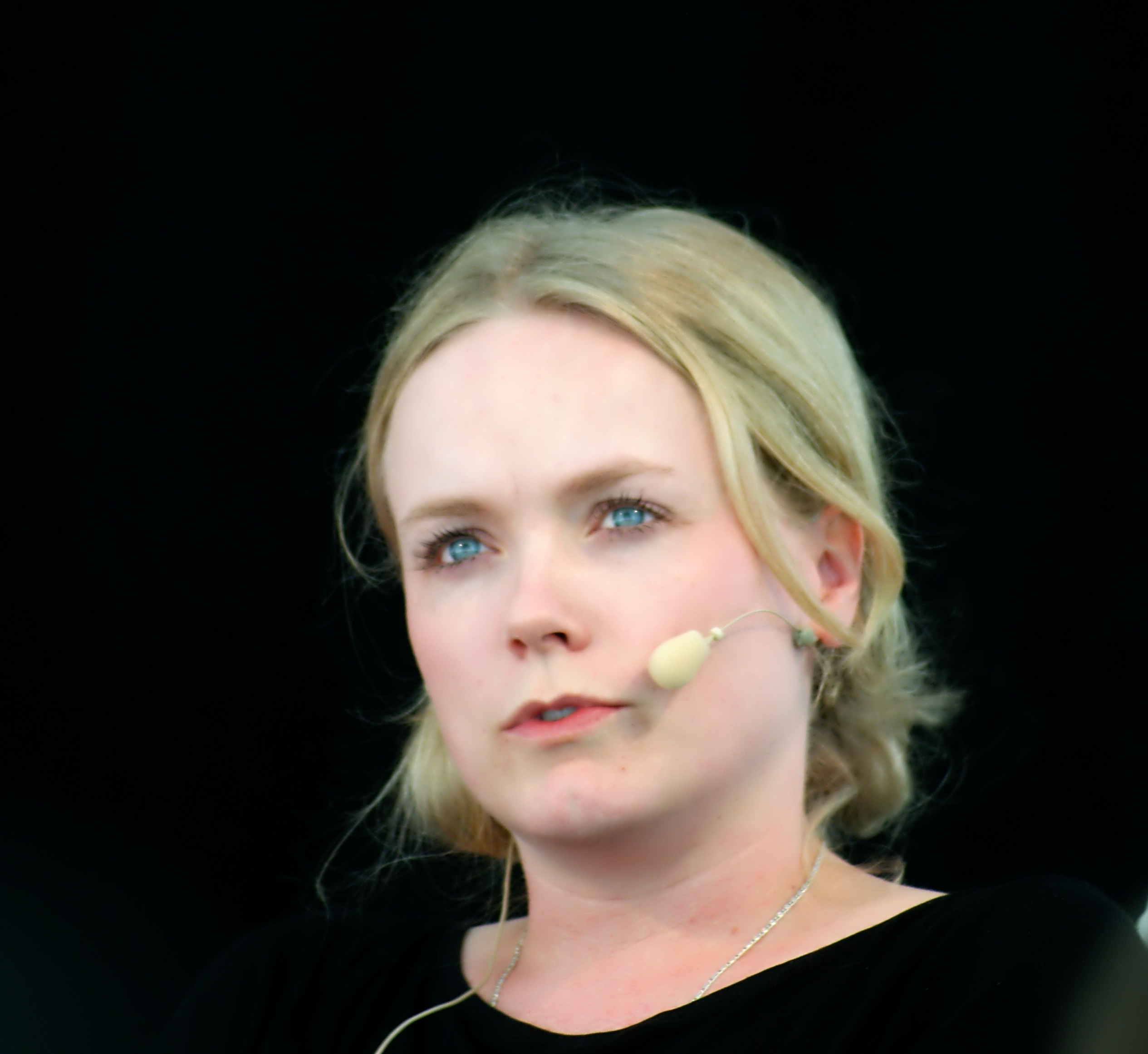
Brun at the Kulturfestival in Stockholm, 13 August 2010

2008年 ブルンは３番目のアルバムとなる、Changing of the Seasons をリリース。Valgeir Sigurðsson (Bonnie 'Prince' Billy, Múm, Coco Rosie)によってプロデュース、アメリカ人作曲者であるNico Muhly (Antony and the Johnsons, Grizzly Bear, The Reader soundtrack)によって編曲された。同年、アコースティックやChanging of the Seasonsのデモ版を含む、アルバムSketchesをリリース。このアルバムのツアーではRebekka Karijord、Jennie Abrahamson、 Linnea Olssonと共に、少ない人数によるまばらな音作りを行なった特徴がある。 ロンドンのUnion Chapel に代表されるように、幾たびも演奏会を開いた。 
2009年Stockholm Concert Hall で撮影された、アルバムとライブDVDとしてリリース。2019年尾、ブルンは climate justiceをテーマとしたコンサート the No More Lullabiesを設営。彼女はスウェーデンで名を連ねる Robyn, Loney, Dear, Titiyo and Benny Andersson of ABBA など、２４人のアーティストを集め、2009年10月24日 International Day of Climate Actionで７時間に及ぶライブを催した。来たるCOP15 会議開催前、Climate Actionに対する注目を集めることに成功。
彼女はピーター・ガブリエルによる2011年のアルバム New Bloodのゲストの一人として参加している。2010年にKate Bush'sによってレコードされた "Don't Give Up"をカバー。その後、Peter Gabrielのバックコーラスとしてツアー ”the New Blood”に参加。 
2011年末 Tobias Fröbergプロデュースの元、６番目のアルバムIt All Starts with Oneをリリース。 
2013年３月10日、ロンドンのThe Roundhouse でヘンリー・パーセル作曲のDido and Aeneasを自ら編曲を行ない、 Dido's Lamentとして披露した。  
2013年５月29日、デビュー当時のものから新曲を含む32曲を”Songs - 2003 to 2013”を発売。同年10月4日、カバーとアウトテイクから厳選された20曲を”Rarities”として発売した。このアルバムは宣伝を行なわず、ファンにとってのサプライズの意を込めて公表された。

## ディスグコラフィ

### アルバム
スタジオアルバム
| 年   | アルバム                  | 最高位 | 最高位   | 最高位 | 最高位 | 最高位 | 最高位 | 賞               |
| 年   | アルバム                  | NOR    | BEL (Fl) | DEN    | FR     | NED    | SWE    | 賞               |
| ---- | ------------------------- | ------ | -------- | ------ | ------ | ------ | ------ | ---------------- |
| 2003 | Spending Time with Morgan | 19     | –        | –      | –      | –      | –      |                  |
| 2005 | A Temporary Dive          | 1      | –        | –      | –      | –      | 12     | NOR: プラチナ    |
| 2005 | Duets                     | 2      | –        | –      | –      | –      | 40     | NOR: 2x プラチナ |
| 2008 | Changing of the Seasons   | 1      | –        | –      | –      | 48     | 2      | NOR: ゴールド    |
| 2008 | Sketches                  | 15     | –        | –      | –      | –      | –      |                  |
| 2011 | It All Starts with One    | 1      | 67       | 36     | 159    | 13     | 1      | NOR: プラチナ    |
| 2015 | When I'm Free             | 4      | 72       | –      | –      | 12     | 3      |                  |
| 2017 | Leave Me Breathless       | 3      | 75       | –      | –      | 76     | 5      |                  |

ライブアルバム
| 年   | アルバム                                                        | 最高位 | 最高位 | 賞 |
| 年   | アルバム                                                        | NOR    | SWE    | 賞 |
| ---- | --------------------------------------------------------------- | ------ | ------ | -- |
| 2007 | Live in Scandinavia                                             | 11     | 12     |    |
| 2009 | Live at Stockholm Concert Hall                                  | 7      | 5      |    |
| 2018 | Live at Berdwardhallen (スウェーデン人であるRSO と Hans Ek参加) |        | 54     |    |

コンピレーションアルバム
| 年   | アルバム          | 最高位 | 最高位 | 賞 |
| 年   | アルバム          | NOR    | SWE    | 賞 |
| ---- | ----------------- | ------ | ------ | -- |
| 2013 | Songs 2003 - 2013 | 2      | 6      |    |
| 2013 | Rarities          | 21     | -      |    |

### EPs
- 2001: What I Want
- 2001: Wooden Body
- 2004: My Lover Will Go

### DVD
- 2009: Live at Stockholm Concert Hall (スウェーデンではアルバムとしてリリースされた)

### シングル
著名なアーティスト
| 年   | シングル           | 最高位 | 最高位 | 最高位 | 賞 | アルバム                               |
| 年   | シングル           | DEN    | NOR    | SWE    | 賞 | アルバム                               |
| ---- | ------------------ | ------ | ------ | ------ | -- | -------------------------------------- |
| 2004 | "My Lover Will Go" | –      | –      | 39     |    | A Temporary Dive                       |
| 2008 | "Big in Japan"     | –      | –      | 3      |    | Bonus track on Changing of the Seasons |
| 2008 | "True Colors"      | –      | –      | 5      |    | Bonus track on Changing of the Seasons |
| 2013 | "Oh Love"          | 23     | –      | –      |    | It All Starts with One                 |

主演アーティスト
| 年   | シングル                                                                        | 最高位 | 最高位 | 賞 | アルバム |
| 年   | シングル                                                                        | NOR    | SWE    | 賞 | アルバム |
| ---- | ------------------------------------------------------------------------------- | ------ | ------ | -- | -------- |
| 2005 | "Lift Me" (Madrugada feat. Ane Brun)                                            | 1      | 44     |    |          |
| 2015 | "Can't Stop Playing (Makes Me High)" (Dr. Kucho! & Gregor Salto feat. Ane Brun) | –      | –      |    |          |

その他の曲(チャートに入っていないもの)
- 2003: "Are They Saying Goodbye"
- 2003: "Humming One of Your Songs"
- 2004: "I Shot My Heart"
- 2005: "Song No. 6"
- 2006: "Rubber & Soul" feat. Teitur
- 2006: "Balloon Ranger"
- 2008: "Headphone Silence" (Henrik Schwarz/DF Remix)
- 2009: "To Let Myself Go" (Malkyl Remix)
- 2011: "Do You Remember"
- 2015: "Directions"
- 2015: "Shape Of A Heart"

### その他出演作品
- Songs Of The Siren (Starbucks Hear Music, 2013)
- Beginner's Guide to Scandinavia 3CD-album (Nascente, 2011)
- Peter Gabriel - New Blood (Realworld, 2011)
- Peter Gabriel - New Blood Live In London Blu-ray (Realworld, 2011)
- Andrew Bayer - In My Last Life (Anjunabeats, 2018)